# Nyírvasvári
Nyírvasvári is een plaats (község) en gemeente in het Hongaarse comitaat Szabolcs-Szatmár-Bereg. Nyírvasvári telt 1959 inwoners (2001).